# Michael Diethelm
Michael Diethelm (Suiza, 24 de enero de 1985) es un exfutbolista suizo.

## Clubes
| Club      | País  | Año         |
| --------- | ----- | ----------- |
| FC Luzern | Suiza | 2003 - 2008 |
| FC Wohlen | Suiza | 2008 - 2011 |